# Синокрассула юньнаньская
Синокрассула юньнаньская (лат. Sinocrassula yunnanensis) – вид суккулентных растений рода Синокрассула, семейства Толстянковые, родом из Китая.

## Морфология
Растения 5-10см высотой. Рыхлые розетки 2,5-3,5см в диаметре. Прикорневые листья обратноланцетные до лопатчатых, 1,2-2,5 × 0,4-0,5 см, с густым, белым, коротким опушением, на вершине острые до заостренных. Цветоносы 5-10 см, густо облиственные, опушенные; стеблевые листья обратноланцетные, опушенные. Соцветия щитковидные, ± плотные, ок. 2,5 см в диаметре; прицветники немногочисленные, обратнояйцевидно-ланцетные, опушенные. Цветки преимущественно крупные. Линейно-ланцетные чашелистики, ок. 1,8 мм в диаметре, мелкие сосочки, вершина тупая. Лепестки желтовато-зеленые, продолговато-ланцетные, 3,5-4 × ок. 1 мм, мелкие сосочки. Тычинки короче лепестков.

## Распространение
Родной ареал этого вида: Китай (Западная Юньнань). Суккулентное многолетнее растение, произрастает в основном в биоме умеренного пояса.

## Таксономия
Sinocrassula yunnanensis (Franch.) A.Berger, H.G.A.Engler, Nat. Pflanzenfam. ed. 2, 18a: 463 (1930).

#### Этимология
Sinocrassula: название буквально означает «Крассула Китая».
yunnanensis: видовой эпитет происходящий от названия одной из провинции Китая – Юньнань.

#### Синонимы
Гомотипные (основанные на одном и том же номенклатурном типе):
- Crassula yunnanensis Franch. (1896)

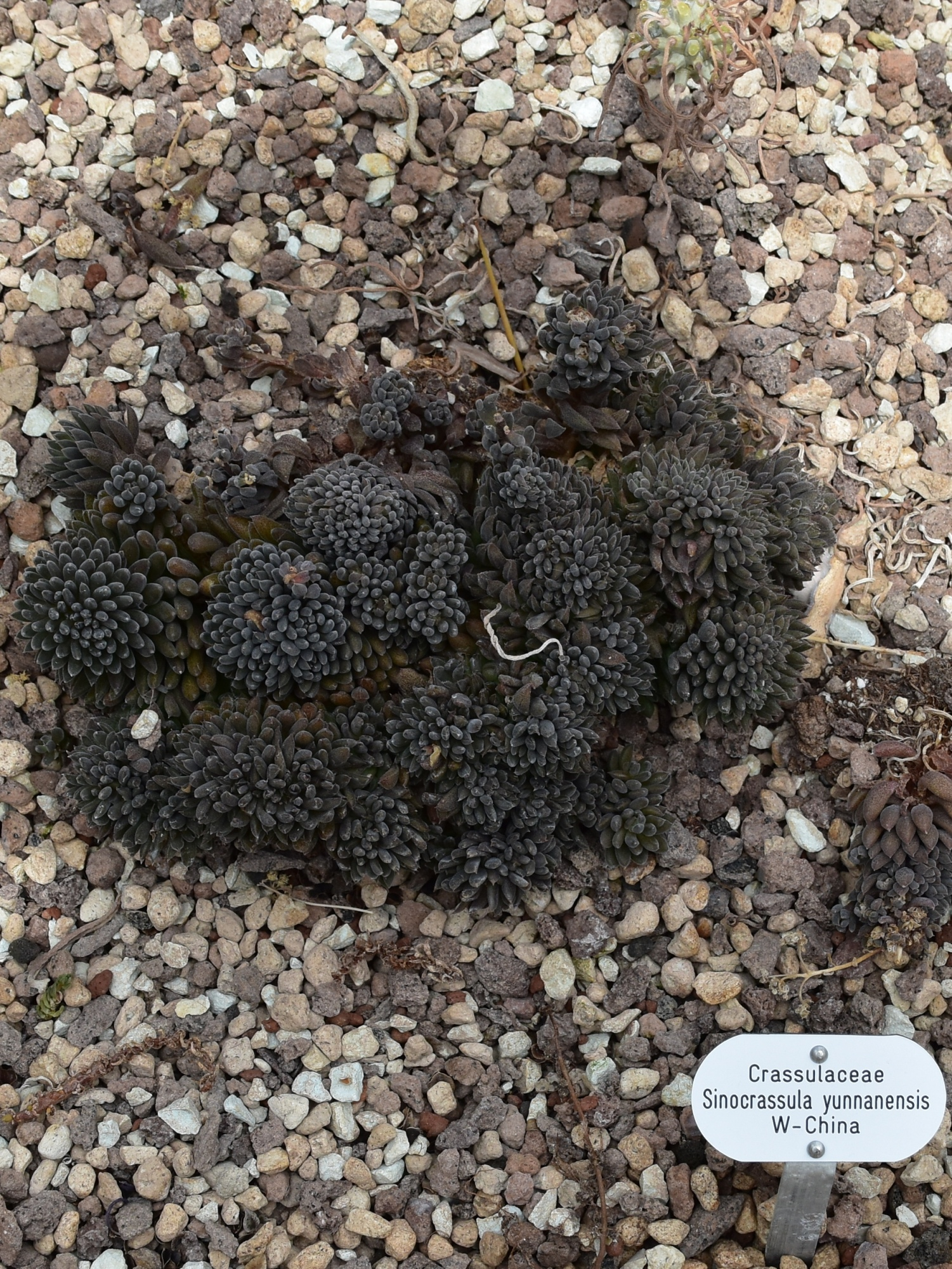
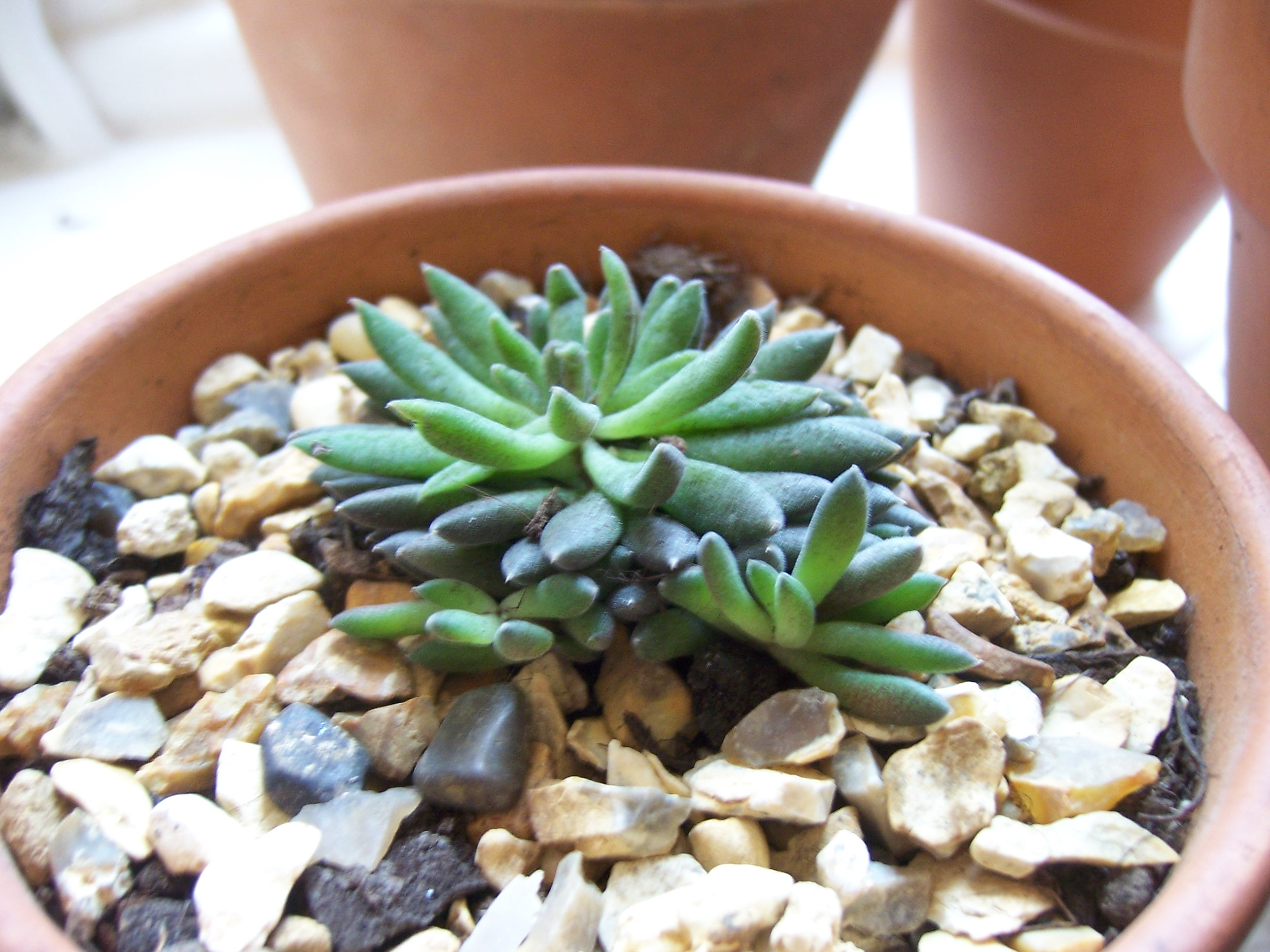
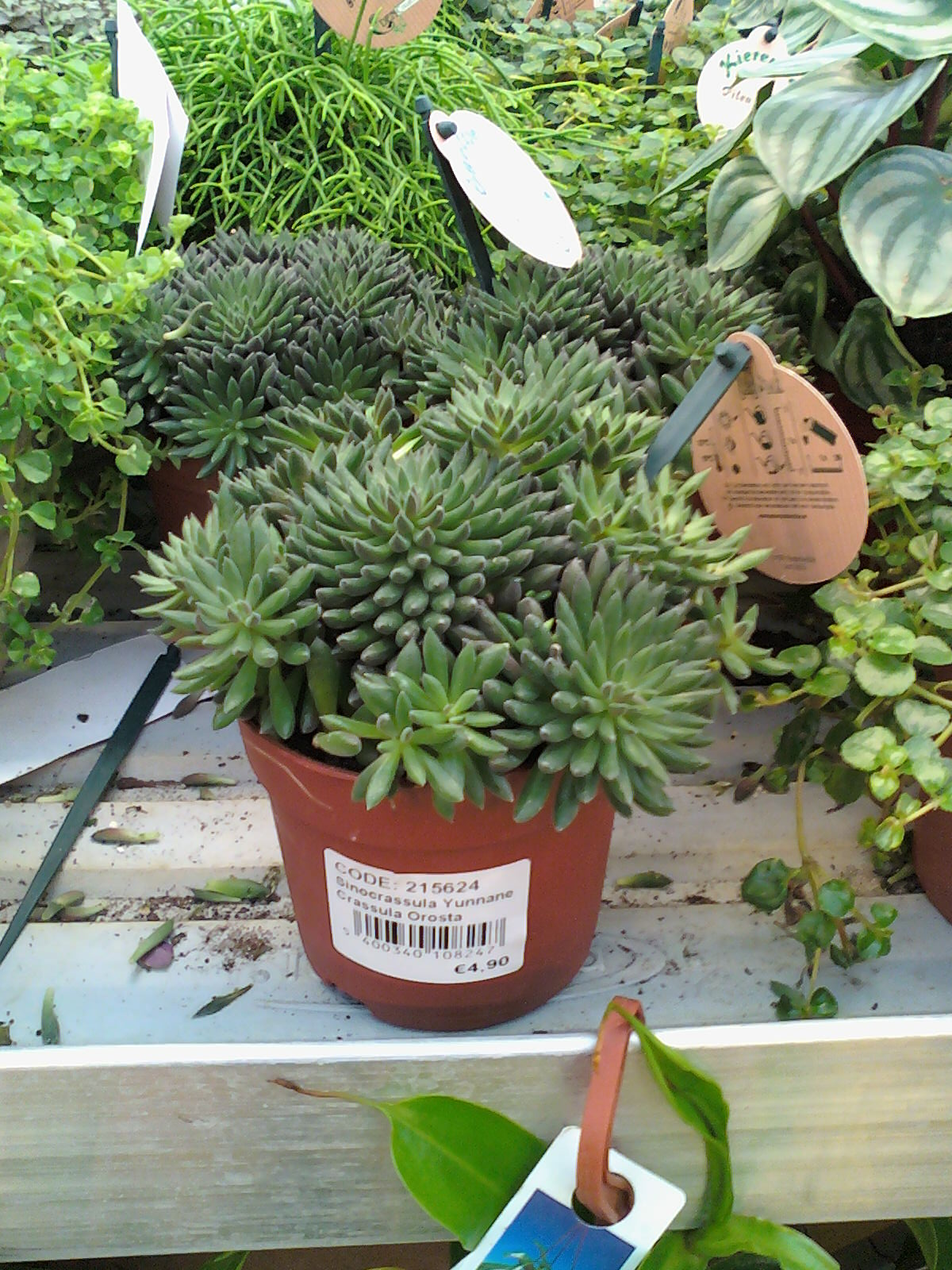